# Пјанело (Анкона)
Пјанело (итал. Pianello) насеље је у Италији у округу Анкона, региону Марке.
Према процени из 2011. у насељу је живело 1720 становника. Насеље се налази на надморској висини од 45 м.